# Conostigmus venustus
Conostigmus venustus är en stekelart som beskrevs av Paul Dessart 1997. Conostigmus venustus ingår i släktet Conostigmus och familjen trefåresteklar. Inga underarter finns listade i Catalogue of Life.